# ЗУ-23-2
ЗУ-23-2 — радянська 23-мм спарена зенітна установка.

## Історія
Розроблена в кінці 1950-х років для ураження повітряних цілей на висотах до 2,5 км та легкоброньованих цілей до двох кілометрів в бойових порядках військ (індекс по ГРАУ СРСР 2А13). Серійне виробництво почалося в 1955.
У СРСР було вироблено 14000+ ЗУ, також виготовлялась за ліцензією в Болгарії, Польщі, Єгипті та КНР. Виробництво 23 мм боєприпасів ЗУ-23-2 в різний час здійснювалося Єгиптом, Іраном, Ізраїлем, Францією, Фінляндією, Нідерландами, Швейцарією, Болгарією, Югославією й ПАР. Використовується як основа ЗСУ-23-4 Шилка.

## Бойове застосування
ЗУ-23-2 була прийнята на озброєння Радянської Армії у 1960 році. Використовувалась під час війни в Афганістані (1979—1989), а також під час громадянських війн у період розпаду СРСР (найперше встановлювалися на різну техніку — від ГАЗ-66 до МТ-ЛБ). У російській армії широко використовувалися під час Чеченських війн.
Широке розповсюдження привело до того, що без цієї установки практично не обходилися війни останнього часу, в тому числі громадянські війни в Лівії та Сирії. Українські установки знаходяться в частинах, які воюють на Донбасі.

### Російсько-українська війна
Вже на другий день повномасштабного вторгнення, 25 лютого 2022 року в Києві було знищено групу російських диверсантів, які пересувались на вантажівці Урал-4320 з встановленою установкою ЗУ-23-2.
Українські військові, зокрема 122-а бригада тероборони, яка базується в Одеській області, також отримали на озброєння фінські установки «23 ItK 61» («Sergej»).
Львівські десантники з 80-ї окремої десантно-штурмової бригади збили російський винищувач Су-30 на початку вересня. Уламки підбитого літака впали неподалік міста Ізюм.

## Модифікації та модернізація

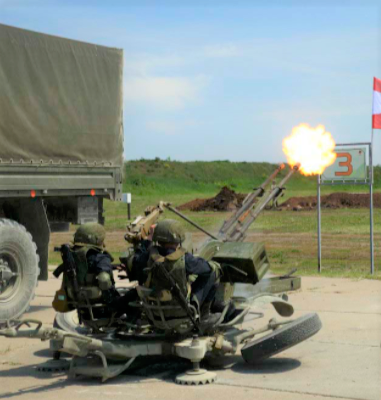
Залп з зенітної установки ЗУ-23

### Іран
- Mesbah 1 — система ППО на базі ЗУ-23-2 та ПЗРК. Вперше продемонстрована у 2010.
- ZU-23-6 — передсерійний прототип Mesbah-1

### Китайська Народна Республіка
- Type 80 — місцева назва ліцензійного ЗУ-23-2, який виготовляється NORINCO. Експортна назва — G-AA-01.
  - Giant Bow — також відома як Shengong (神弓). Це назва системи ППО, яка складається з 8 ЗУ Type 80, а також командної машини.
  - Giant Bow II — також Shengong-II — модернізована версія на експорт (з 2005). В систему також входять самохідний ЗРК TY-90 та 3D РЛС.
- Type 87 — модернізована версія для снарядів типу 25x183Б. На озброєнні з 1987.
  - Type 95 — ЗСУ на базі Type 87.

### Польща

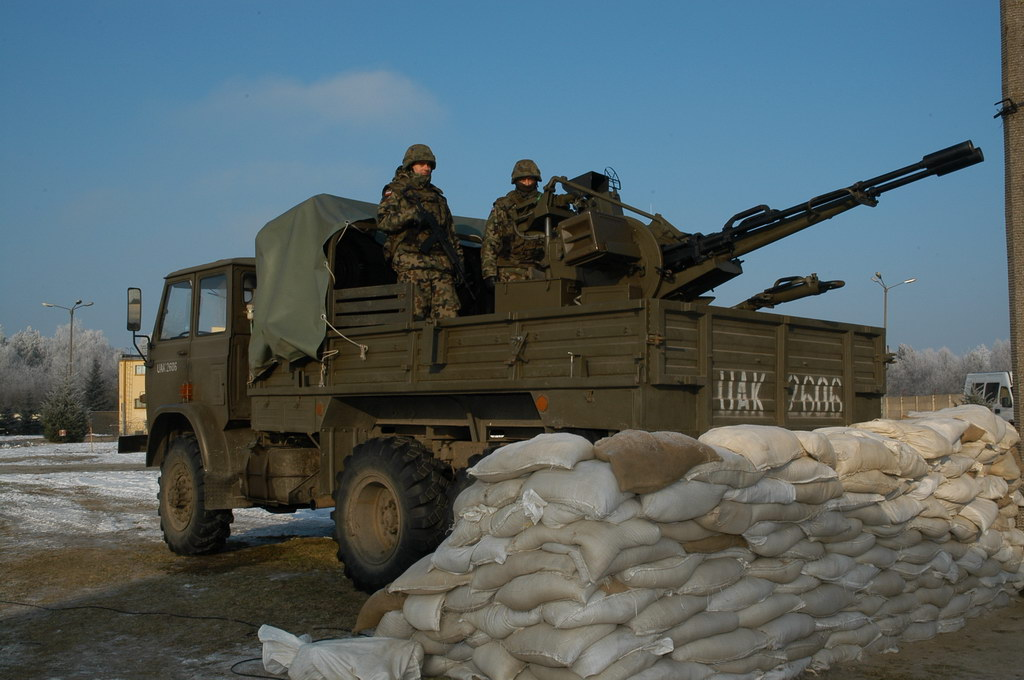
Вантажівка Star 266 зі встановленою ZUR-23-2KG

- ZU-23-2 — польська назва для базового варіанта. Виготовлявся за ліцензією Zakłady Mechaniczne «Tarnów» S.A. з 1972.
  - ZUR-23-2S «Jod» — польський варіант з установкою електрооптичного прицілу GP-1R та пари ПЗРК «Стрела-2M». Використовується з 1988.
    - ZUR-23-2KG «Jodek-G» — установка ZUR-23-2S з новим прицілом та парою ПЗРК Grom. Виготовляється з 2002.
      - ZUR-23-2KG-I — експортна версія для Індонезії з прицілом CKE-2I.
      - Kobra — модульна система ППО близької дії. Типова батарея: 6 ЗУ (найчастіше ZUR-23-2KG), до 6 систем Poprad, командний пост WD-95 та РЛС Radwar MMSR.

  - ZU-23-2M «Wróbel» — польська версія ЗУ-23-2 для флоту. Виготовляється з 1979.
  - ZU-23-2MR «Wróbel-II» — польський морський комплекс ППО з ZUR-23-2S та ПЗРК «Стрела-2M». Виготовляється з 1986.
    - «Hibneryt» — військова система ППО з ЗУ-23-3 на спеціальній армійській вантажівці Star 266. Перш за все об'єднані електричні системи.

  - ZU-23-2CP — установка з покращеним лафетом меншої маси, придатним для буксирування на швидкості до 90 км/год. Збільшено ресурс стволів та автоматики, а також замінено зенітний приціл на новий, для вогню по наземних цілях[8].

#### Pilica
Спарена 23-мм гармата (установка ЗУ-23-2) з двома пусковими ЗКР Grom/Piorun лежить в основі ЗРАК (PSR-A) PILICA. Перша батарея якого була передана польським збройним силам в грудні 2020 року.
До складу батареї PSR-A Pilica входять:
- командний пункт;
- радіолокаційна станція SLR-97, побудована на базі ізраїльського 3D-радара IAI/Elta ELM-2106 NG;
- 6 вогневих установок з артилерійськими тягачами, базовим шасі є Jelcz 442.32 4×4;
- 2 транспортних автомобілі;
- 2 вантажівки для перевезення боєприпасів.

Наведення забезпечується комп'ютеризованою системою, що включає оптичний модуль з тепловізором і лазерним далекоміром. Це дозволяє використовувати кожну вогневу установку PILICA автономно, або ж комплексно як систему ППО ближньої дії (SHORAD).

### Російська Федерація

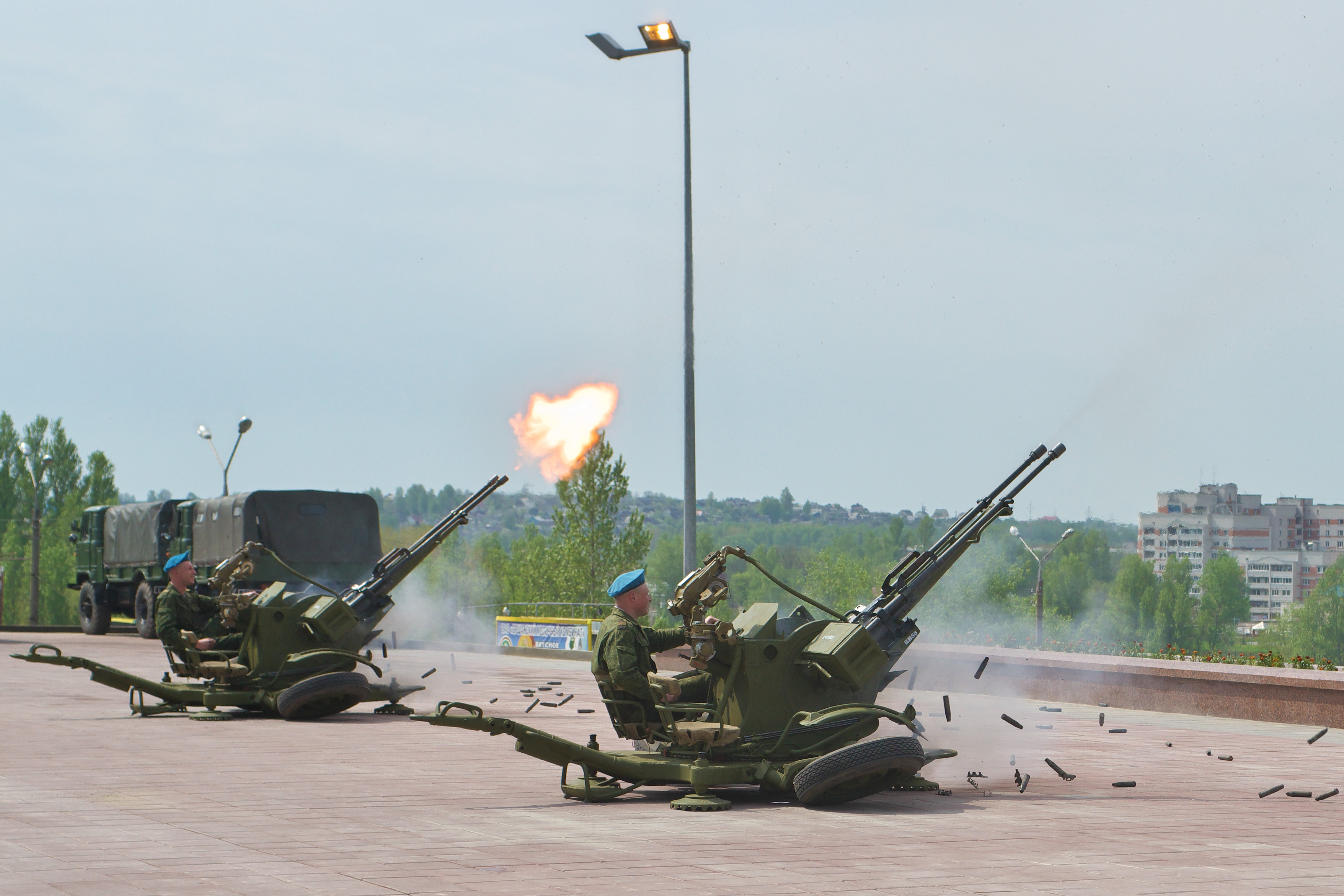
Білоруська ЗУ-23-2

- ЗУ-23M — варіант модернізації КБ «Точмаш» зі встановленою новою системою керування вогнем. Опціонально монтується разом із парою малогабаритних ЗРК типа 9M32M «Стрела-2M» або 9K38 «Игла»
- ЗУ-23M1 — Експортний варіант зі встановленою парою ПЗРК 9M342 «Ігла-С»

### Словаччина
- ZU 23M — модернізована версія з автоматичною системою керування вогнем EVPU company. Поставляється в Індію.

### Єгипет
- ZU 23-M — ліцензійна версія ЗУ-23. Також має назву SH-23M та виробляється Abu Zaabal Engineering Industries (Завод 100).
  - Nile 23 — варіант ЗСУ на базі БТР M113.
  - Sinai 23 — подібна Nile 23, однак встановлюється на турелі TA-23E разом з РЛС RA-20S та ПЗРК (або Saqr Eye або FIM-92 Стінгер).

### Україна
ДП «КБ „Артилерійське озброєння“», що входить до складу ДК «Укроборонпром» на виконання програми імпортозаміщення, за власні обігові кошти розробило та опанувало виробництво стволів калібром 23-мм — КБА40 для зенітної установки ЗУ-23-2 (2А13). Про це стало відомо на військовій виставці «Зброя та Безпека 2017» в жовтні 2017 року. КБА40 дозволить оперативно замінити аналогічні радянські стволи, які сьогодні використовуються у зенітних установках ЗУ-23-2, що зарекомендувала себе як ефективний засіб знищення як повітряних, так і наземних цілей завдяки високому темпу та дальності стрільби.
Реалізація програми зі створення КБА40 потребувала від ДП «КБ „Артилерійське озброєння“» освоєння нових циклів виробництва для підвищення балістичних характеристик автоматичних гармат.
У квітні 2020 року на Рівненському полігоні відбувались визначальні відомчі випробування локалізованої версії ЗУ-23-2 (2А13) виробництва компанії «Українська бронетехніка». Випробування здійснювала бригада Державного науково-дослідного інституту випробувань та сертифікації озброєння і військової техніки. За результатами випробувань очікується направлення дослідного зразка на підконтрольну експлуатацію у війська та подальше прийняття модифікації ЗУ-23 на озброєння Збройних сил України.
На початку 2021 року стало відомо, що завод «Маяк» освоїв виробництво ЗІП для спареної 23-мм спареної зенітної установки ЗУ-23. Було запущено серійне виробництво запасних частин, інструментів та приладь. На підприємстві також анонсують початок серійного виготовлення ЗІП для капітального ремонту 23-мм спареної зенітної установки ЗУ-23.
В жовтні 2021 року стало відомо, що в 169-му навчальному центрі «Десна» встановлено мультимедійний комплекс для навчання обслуги зенітної установки ЗУ-23-2 від КБ «Логіка». Цей комплекс забезпечує імітацію застосування зенітної установки ЗУ-23-2 для тренування обслуги без використання боєприпасів. За допомогою комплексу можна імітувати знищення повітряних та наземних цілей, піхоти й надводних суден.

### Фінляндія
- ZU-23-2 використовується у Збройних силах Фінляндії під назвою 23 Зенітна гармата 61 (23 ItK 61)
- 23 ItK 95 — фінський варіант модернізації оригінального 23 ItK 61, розроблений Instrumentointi Oy та Vammas Oy. Встановлено новий гіростабілізований приціл, а також лазерний далекомір.
- SAKO 23 мм/87 — морський варіант в модифікації 23 M74, 23 M77, 23 M80 та 23 M85. Використовується разом з ПЗРК Mistral.

### Чехія
- ZU-23-2M2 Vlara — комплект для польової модернізації.

## Оператори
- Афганістан
- Алжир — 60
- Вірменія
- Азербайджан
- Бангладеш
- Боснія і Герцеговина — 150
- Болгарія — 128
- Камбоджа
- КНР — Type 80, Type 87
- Кабо-Верде — 8
- Куба
- Кіпр
- Джибуті
- Еквадор — Type 80[15]
- Єгипет — 220 Nile 23 та Sinai 23 + 650 модернізованих з радарним наведенням
- Естонія — 198, частина на вантажівках MAN 4520 6x6.
- Ефіопія — 10
- Фінляндія — 1100
- Габон — 24
- Грузія — 200
- Греція — 523
- Гвінея-Бісау — 16
- Індія — 800, модернізовані
- Індонезія — 14 ZUR-23-KG-I як частина комплексу ППО «Kobra»
- Іран
- Ірак — встановлюються на МТ-ЛБ польського та болгарського виробництва
- Ізраїль — трофейні
- Угорщина
- Лаос — 2
- Латвія — 3 ZU-23-2MR Wróbel II на судах Imanta та Viesturs.
- Ліван — 1000+ переважно на M113.
- Лівія — 450, переважно на пікапах
- Марокко — 160
- Молдова — невелика кількість, на БТР-Д
- Малі
- Монголія
- Мозамбік — 150
- М'янма — 380 Type 87
- Намібія
- Нікарагуа — 20
- Нігерія — 20
- Пакистан — 5200
- Перу — 230
- Польща — 444 ZUR-23-2 + морська версія
- Росія
- Західна Сахара — 50
- ПАР — 36 «Zumlac» на шасі вантажівки SAMIL 100. Трофейні — Ангола, 1980-ті.
- Шрі-Ланка
- Сирія
- Танзанія — 40
- Уганда — 5
- Україна
- Венесуела — 250 ZU-23M1
- В'єтнам
- Ємен — 200
- Зімбабве — 5

### Україна
До 2022 року Сили оборони України мали ЗУ-23-2 радянського та українського виробництва. В рамках МТД для відбиття російської агресії з 2022 року Україна отримувала фінські 23 ItK 61 та польські ZU-23-2CP.

## Галерея

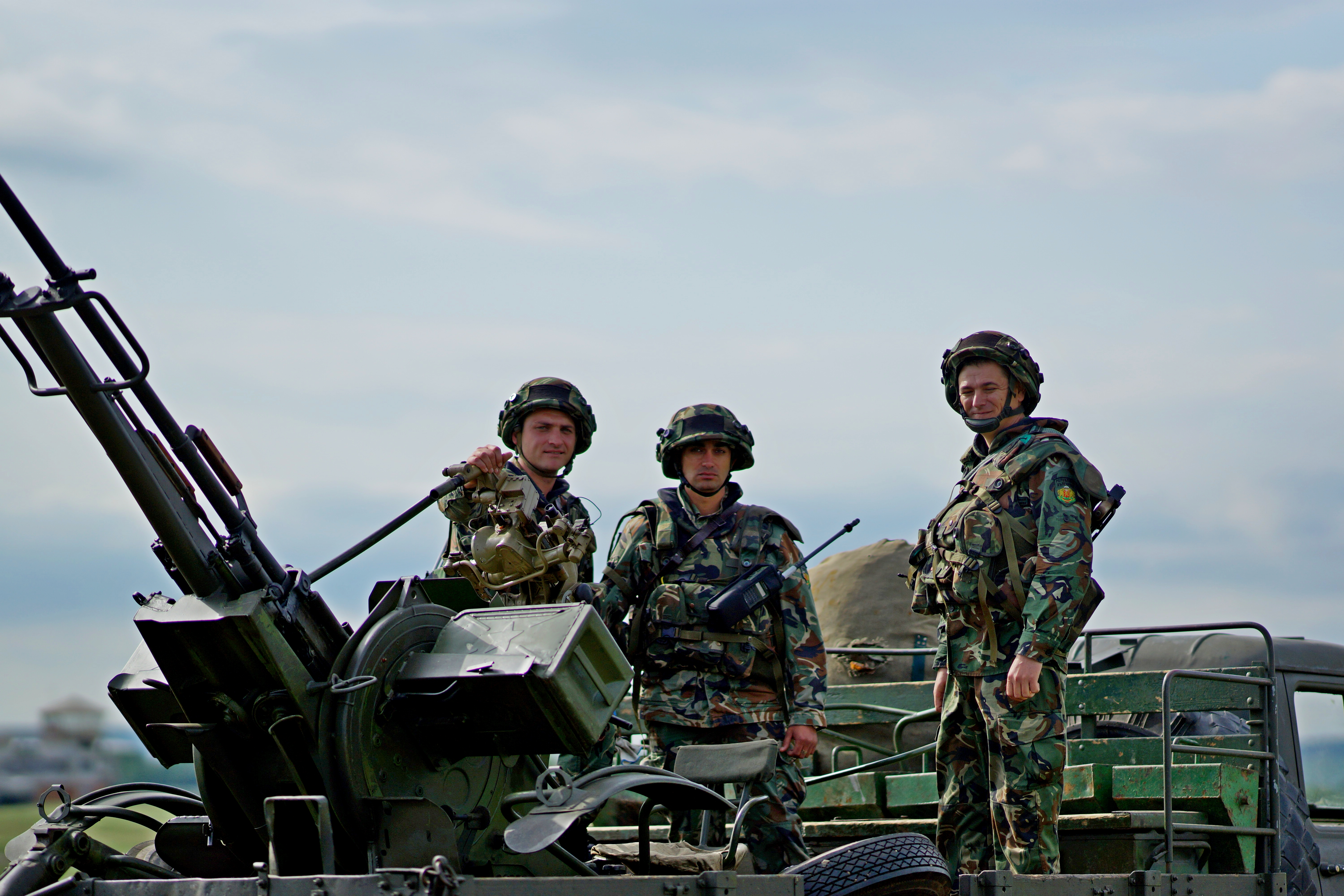
Болгарія
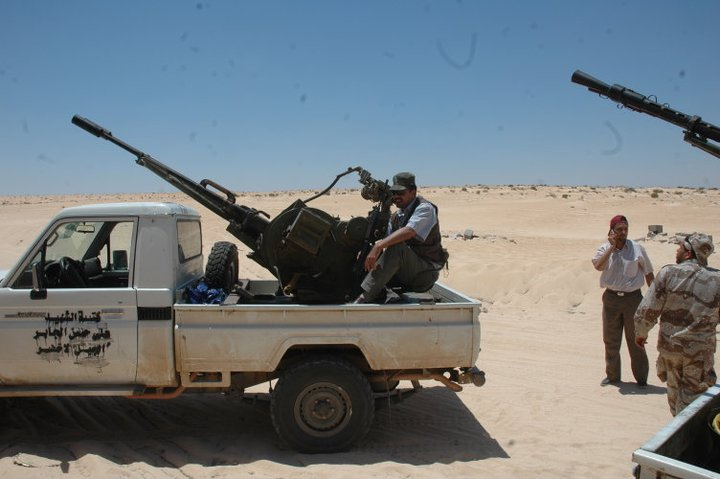
Громадянська війна в Лівії
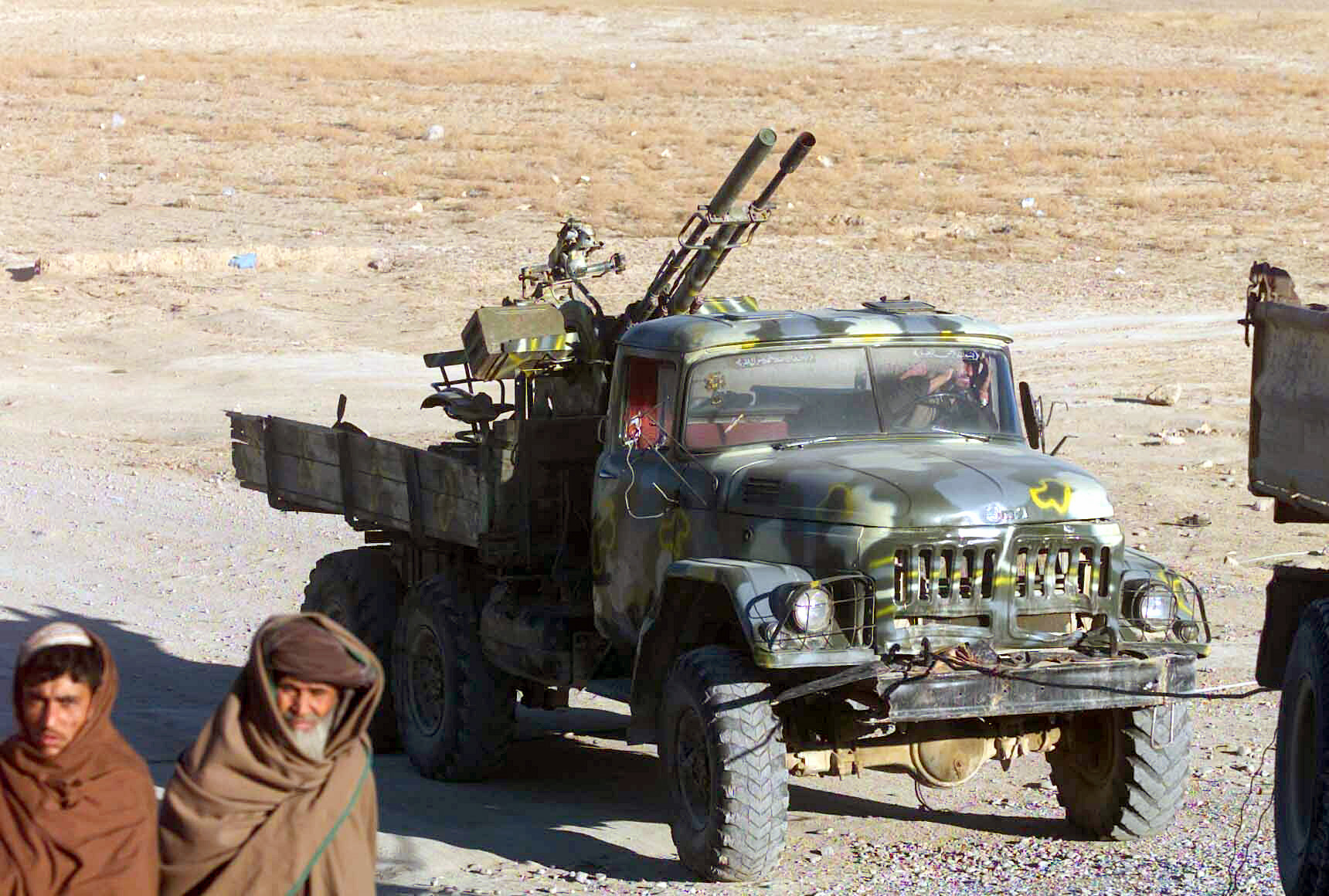
Афганістан
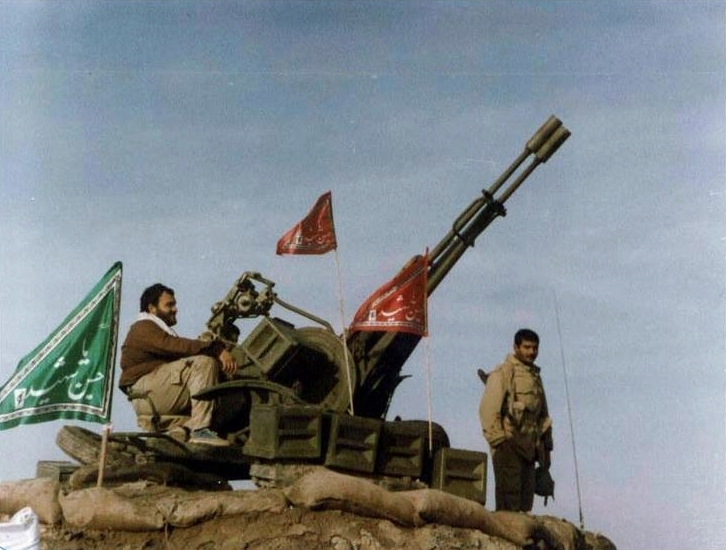
Ірано-іракська війна
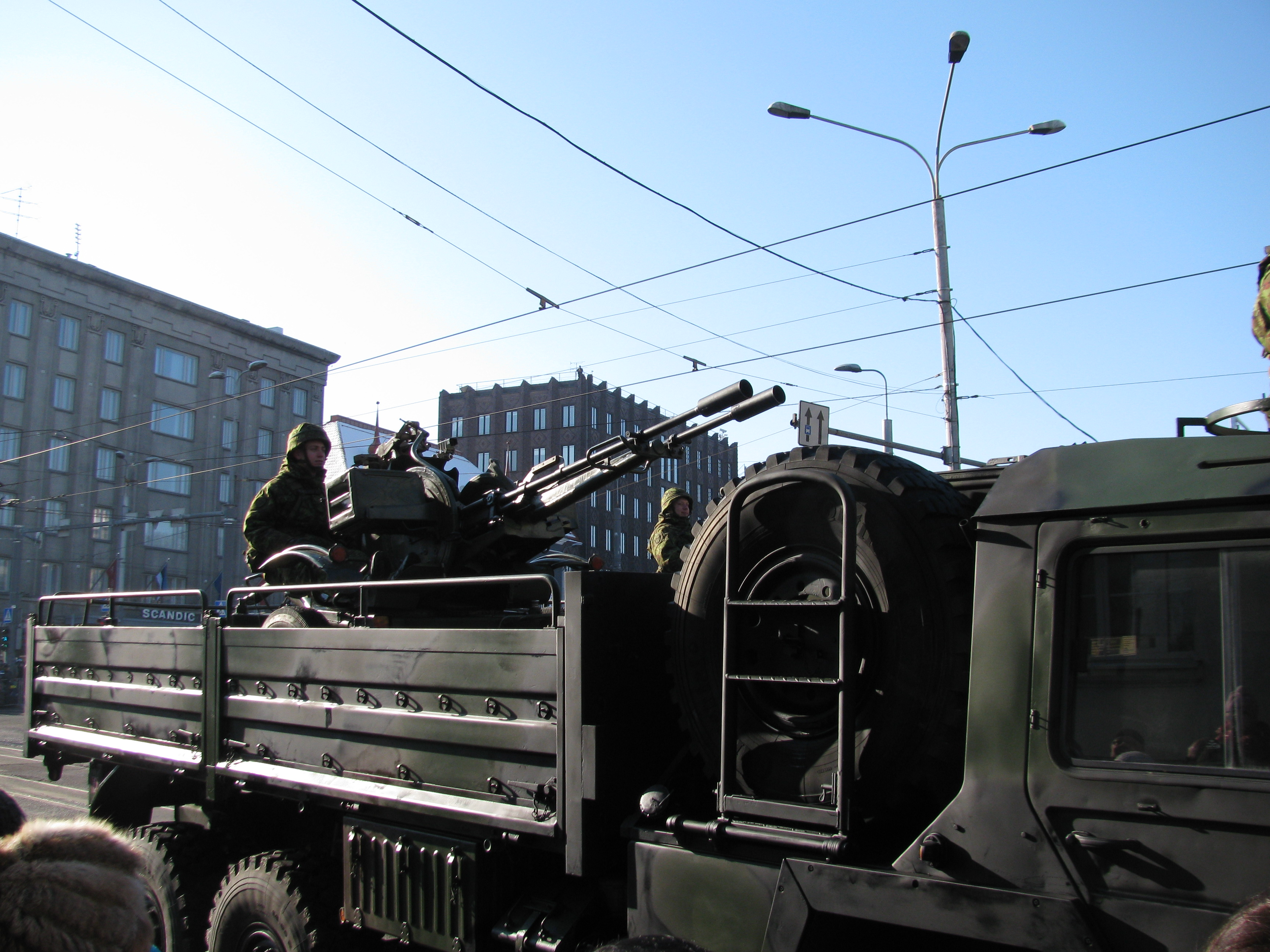
Естонія